# Mihailo Obrenović

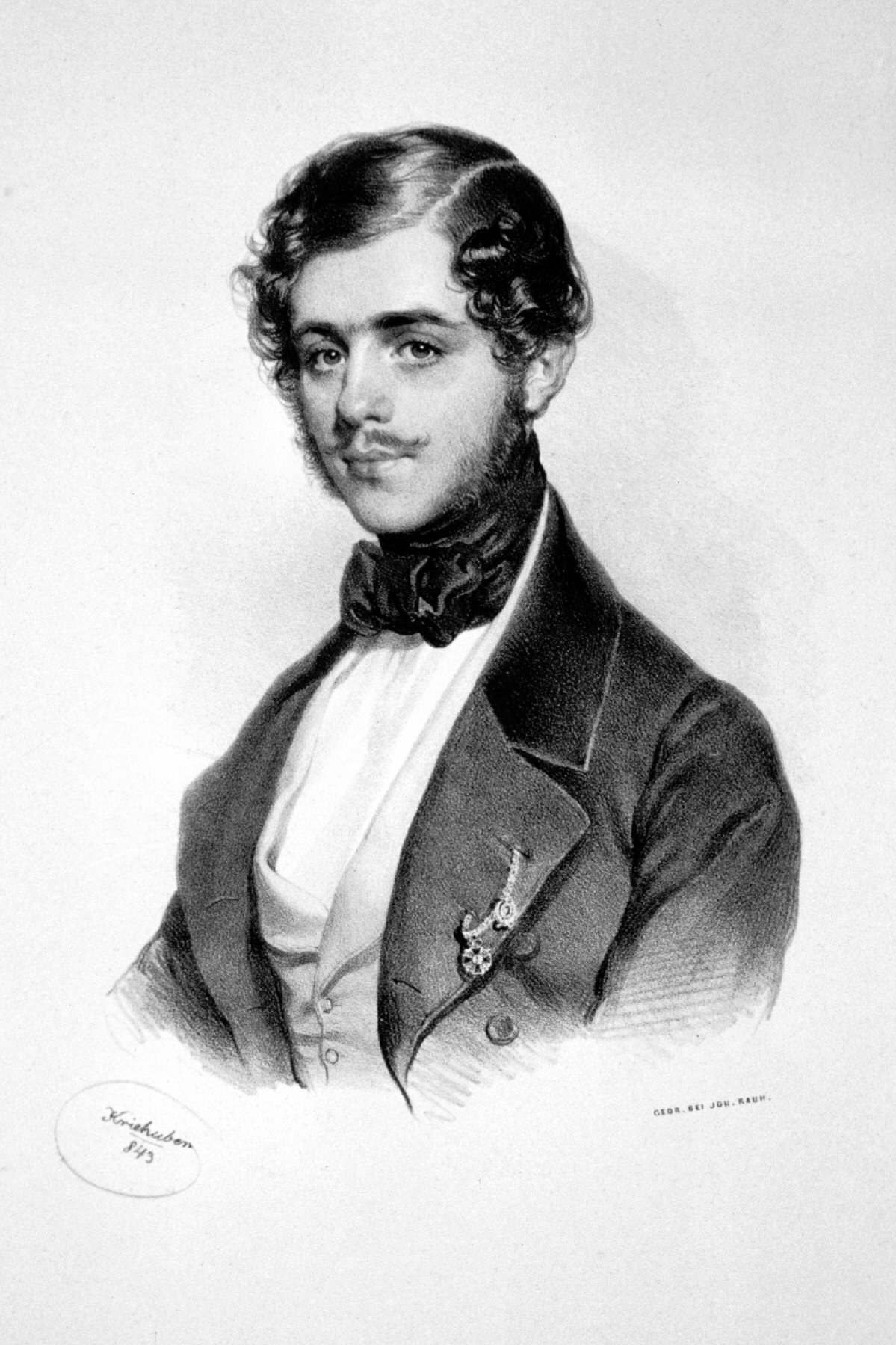
Mihailo Obrenović III., Lithographie von Josef Kriehuber, 1843

Mihailo Obrenović

Mihailo Obrenović III. (kyrillische Schriftsetzung Михаило Обреновић III.) (* 4. Septemberjul. / 16. September 1823greg. in Kragujevac; † 29. Maijul. / 10. Juni 1868greg. in Topčider) war von 1839 bis 1842 und von 1860 bis 1868 serbischer Fürst. 

## Leben
Mihailo war der jüngere Sohn des serbischen Fürsten Miloš Obrenović und der Fürstin Ljubica. Nach dem frühen Tod seines Bruders Milan Obrenović II. wurde Mihailo Obrenović 1839 mit der Zustimmung des Osmanischen Reiches als Hegemonialmacht zum Fürsten von Serbien gekürt. Als jedoch 1842 ein Aufstand aufgrund seiner Neigung zu russischen Interessen und der willkürlich harten Besteuerung ausbrach, floh der junge Mihailo aus Serbien. Statt seiner wurde Alexander Karađorđević serbischer Fürst. Mihailo lebte erst in Wien und Berlin, 1844–50 auf Reisen, danach auf seinen Gütern in der Walachei.

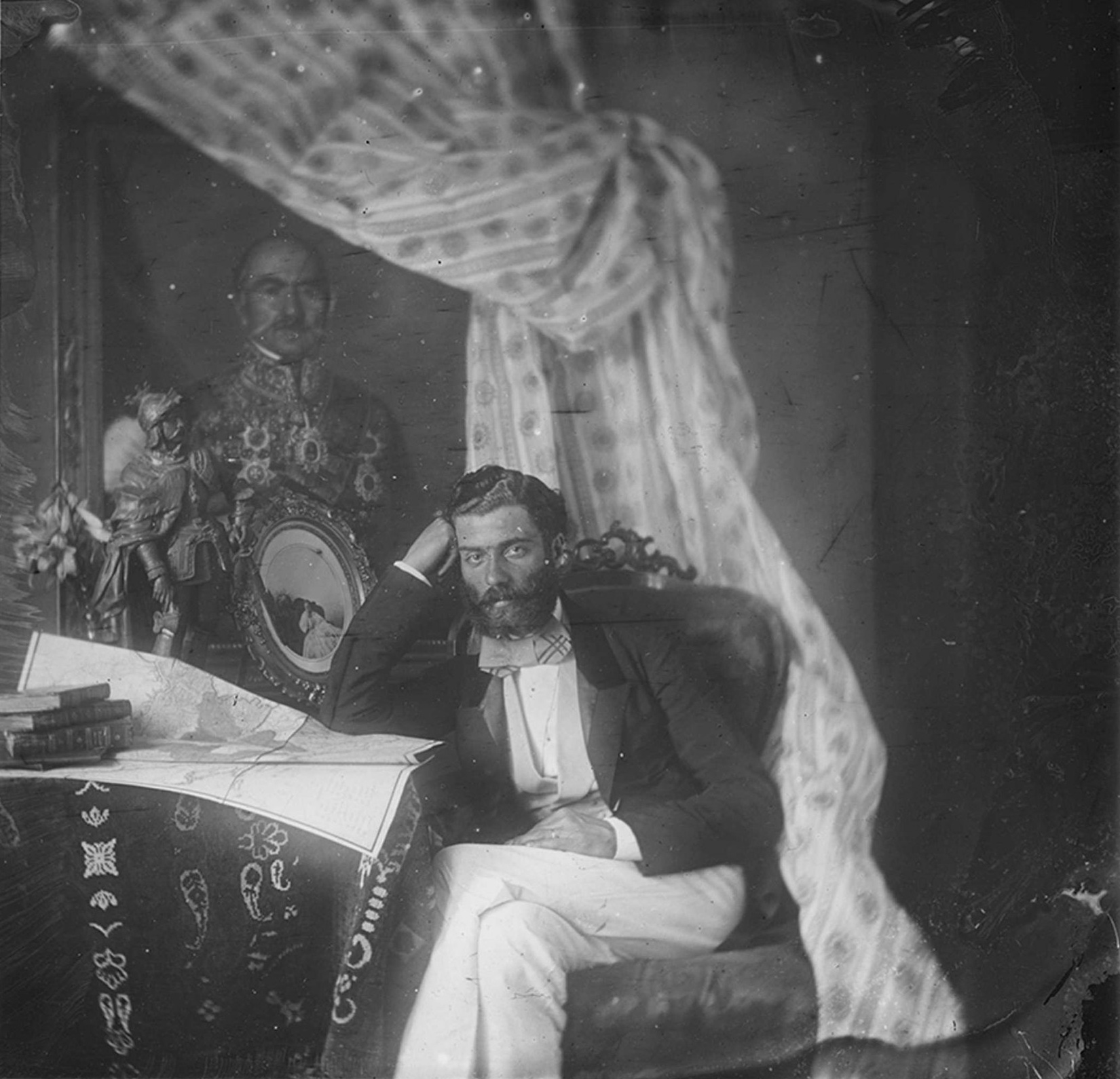
Mihailo Obrenović. Foto von Anastas Jovanović

Nach Alexanders Absetzung 1858 kehrten Miloš Obrenović und sein Sohn Mihailo nach Serbien zurück. 1860 starb Miloš und Mihailo wurde zum zweiten Mal Fürst. Seine Innenpolitik war wegen seines despotischen Herrschaftsverständnisses umstritten, allerdings erreichte er die Unabhängigkeit vom Osmanischen Reich, was sich im Abzug der türkischen Garnisonen aus den serbischen Städten ausdrückte. Mihailo modernisierte den serbischen Staat und führte unter anderem die allgemeine Wehrpflicht ein und damit ein stehendes Heer. Belgrad wurde endgültig serbische Hauptstadt, und Serbien bekam wieder eine nationale Währung, den Dinar. Fürst Mihailo ließ das serbische Nationaltheater in Belgrad erbauen. Außenpolitisch verfolgte er einen Ansatz, der die südlichen slawischen Völker in einer Balkanföderation zusammenfassen sollte, die sich aber in mehreren Bündnisverträgen gegen das Osmanische Reich erschöpfte.
Der Fürst fiel am 10. Juni 1868 im Park von Topčider bei Belgrad einem Mordanschlag zum Opfer, die Auftraggeber blieben unbekannt. Die Attentäter hatten sowohl Verbindungen zur liberalen Opposition im Land als auch zur gestürzten Karađorđević-Dynastie. Die Ehe mit Julia Gräfin Hunyady von Kéthely (1831–1919), die er 1853 geheiratet hatte, brachte keine Nachkommenschaft, und auf den serbischen Fürstenthron folgte auf Drängen von Milivoje Petrović Blaznavac der noch minderjährige Neffe Mihailos Milan Obrenović IV.

## Würdigung
1870 wurde in Belgrad die Straße Knez Mihailova ulica nach ihm benannt, die heute als Fußgängerzone die wichtigste Einkaufsstraße der serbischen Hauptstadt darstellt.